# Nationalbibliothek der Tschechischen Republik

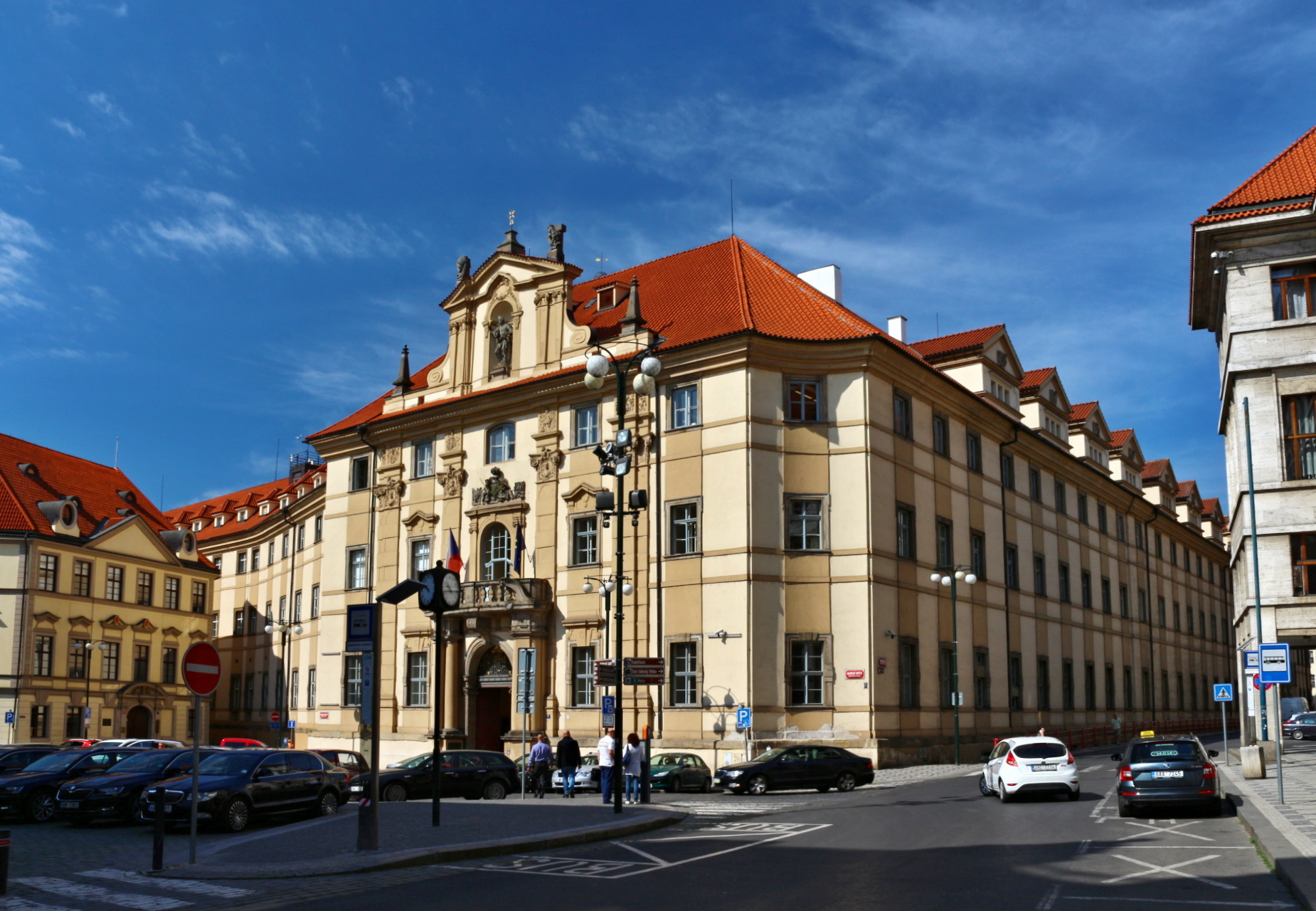
Östlicher Eingang

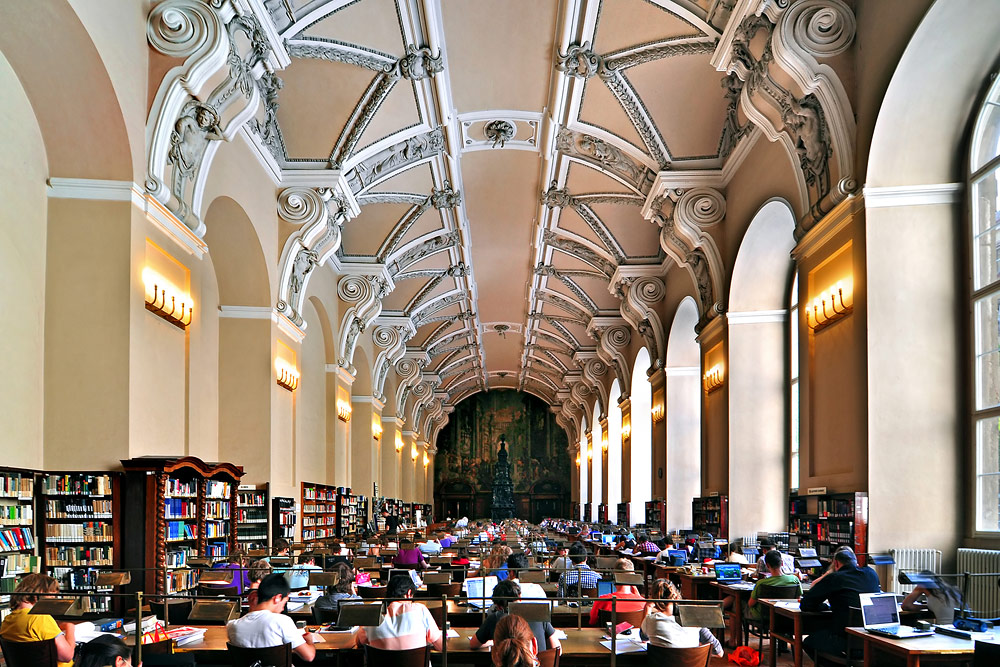
Der allgemeine Lesesaal

Die Nationalbibliothek der Tschechischen Republik (tschechisch Národní knihovna České republiky, NK ČR) in Prag ist die zentrale und leitende Bibliothek der Tschechischen Republik. Sie unterliegt dem Kulturministerium. Als die größte und eine der ältesten tschechischen Bibliotheken hat sie einen Bestand von über sieben Millionen Dokumenten mit einem jährlichen Zuwachs von etwa 88 Tausend Titeln. Die Bibliothek ist im Clementinum in der Prager Altstadt sowie im Zentrallager im Stadtteil Hostivař untergebracht.

## Geschichte
Neben einigen Teilbibliotheken der Prager Universität entstand im 13. Jahrhundert im dominikanischen Kloster in der Prager Altstadt die Schule Studium generale, die im 14. Jahrhundert samt der Bibliothek mit der Universität verschmolz. Im Jahre 1556 bauten Mönche des Jesuitenordens auf den Resten des Klosters ein Internat, das Clementinum hieß. 1622 kam auch die Karlsuniversität unter die Verwaltung der Jesuiten und alle Bibliotheken wurden im Clementinum untergebracht.
Nach der Aufhebung des Jesuitenordens wurde die Universität 1773 eine staatliche Einrichtung und ihre Bibliothek im Februar 1777 durch Maria Theresia zur „öffentlichen k. k. Universitätsbibliothek“ erklärt. Die Idee stammte vom böhmischen Grafen Franz Joseph Kinský. Er hatte mit der Kaiserin verabredet, dass seine Stammbibliothek und seine Privatbibliothek mit der jesuitischen Bibliothek im Klementinum vereinigt werden sollten. Der Orden hatte sich vier Jahre zuvor aufgelöst. Und hier im Klementinum befanden sich viele Bücher aus den aufgelösten Kollegien in den böhmischen Provinzen. Und die vierte war eine öffentliche Bibliothek im Karolinum. Schließlich wurden diese vier Bibliotheken im Jahr 1777 im Klementinum vereinigt, was sich 1887 auch im Namen der Bibliothek manifestierte (c.k. Veřejná a univerzitní knihovna). Auch nach der Teilung der Universität 1882 in die tschechische Univerzita Karlova (Karls-Universität) und die Deutsche Universität Prag blieb die Bibliothek für beide Universitäten als eine gemeinsame Einrichtung erhalten.
Nach 1918 fiel die Bibliothek unter die Verwaltung der neuen Tschechoslowakei. 1924 wurde die Slovanská knihovna (Slawische Bibliothek) gegründet, die 1929 ebenfalls im Clementinum untergebracht wurde und bis heute autonomer Bestandteil der Nationalbibliothek ist.
1935 wurde die Bibliothek in Národní a univerzitní knihovna (National- und Universitätsbibliothek) umbenannt, gleichzeitig wurde das Gesetz über das Pflichtexemplar erlassen. Nachdem 1939 nach der Besetzung durch die Wehrmacht die tschechischen Hochschulen geschlossen wurden, blieb die Bibliothek unter der Bezeichnung Zemská a univerzitní knihovna (Landes- und Universitätsbibliothek) bis 1941 in Betrieb. 1958 wurden mehrere Bibliotheken in Prag zu einer großen Státní knihovna ČSR (Staatliche Bibliothek der ČSR) zusammengeschlossen. 1990 schließlich erhielt sie den heutigen Namen Národní knihovna (Nationalbibliothek).
Der Bestand der Bibliothek ist im elektronischen Katalog erfasst und kann eingesehen werden.

## Bestände
Die Bestände umfassen folgende Teilbliotheken:
- Kollegiumsbibliotheken (14. Jh. bis 1622)
- Die Jesuitische Bibliothek  im Klementinum (1556–1777)
- Die Neue Karolinische Bibliothek (1638–1777)
- Die öffentliche k.k. Universitätsbibliothek
- Die Entwicklung im 19. Jh. und bis 1918
- Der Zeitraum 1918 bis 1945
- Der Zeitraum nach 1945
- Spezialabteilungen
- Handschriften und Alte Drucke
- Musikabteilung

## Platzmangel
Nach 1989 begann die Bibliothek, den kritischen Mangel an Lagerkapazitäten zu beheben. 1996 wurde das Zentraldepot im Prager Stadtteil Hostivař fertiggestellt und in Betrieb genommen. Da dessen Kapazitäten jedoch nicht unbegrenzt sind, wurde der Bau eines neuen Gebäudes erwogen. Am 16. Mai 2006 wurde für den Entwurf eines solchen neuen Nationalbibliotheksgebäudes auf der Freifläche des Letná-Parks ein internationaler Architekturwettbewerb ausgeschrieben. Am 3. März 2007 wurden die Wettbewerbsergebnisse bekannt gegeben, aus denen der Architekt Jan Kaplický aus dem Architekturbüro Future Systems eindeutig als Sieger hervorging. Diesem Entwurf zufolge sollte die Nationalbibliothek ursprünglich im Jahr 2012 fertiggestellt werden. Aufgrund von Streitigkeiten über die Fairness des Architekturwettbewerbs, des geplanten Baugrundstücks und der Finanzierung der Bibliothek kam es jedoch zu Verzögerungen bei der Umsetzung. Im Juli 2008 erklärte der tschechische Kulturminister Václav Jehlička, dass die Bibliothek nicht gebaut werde.
Die neue Bibliothek sollte Platz für zehn Millionen Bücher bieten, und die nach 1801 erschienenen Bücher der Nationalbibliothek sollten dorthin umgelagert werden. Derzeit wird das Konzept der Nationalbibliothek im Rahmen des Umbaus des Clementinums und der Kapazität des Zentraldepot in Hostivař weiterentwickelt, wo ein weiteres Gebäude hinzugefügt wurde. Die komplette Rekonstruktion des Clementinums findet während des Betriebs statt und tritt 2019 in die 3. Etappe ein. Der Bau des neuen Gebäudes wird jedoch nach wie vor geprüft.